# Czarni Żagań
Czarni Żagań (offiziell: Miejski Klub Sportowy Czarni w Żaganiu) ist ein Fußballverein aus der polnischen Stadt Żagań (dt. Sagan) in der Woiwodschaft Lebus, der im Jahr 1957 gegründet wurde. Der Verein spielte von 2008 bis 2012 in der 2. Liga, der dritthöchsten polnischen Spielklasse. Nach der Saison 2011/12 erhielt er keine Lizenz für die nächste Saison und startete in der achtklassigen Klasa B neu. Zurzeit spielt der Verein in der sechstklassigen Klasa okręgowa Zielona Góra. In der Saison 1964/65 erreichte die Mannschaft das Finale des Polnischen Fußballpokals.

## Erfolge
- Höchste Liga:

2. Liga – 9. Platz (Saison 2009/2010)
- Polnischer Fußballpokal (Puchar Polski):

1964/1965 – Finale
- Woiwodschaft Polnischer Fußballpokal:

OZPN Zielona Góra
4-mal (1977/78, 1978/79, 1981/82, 1999/00)